# 4741 Leskov
4741 Leskov è un asteroide della fascia principale. Scoperto nel 1985, presenta un'orbita caratterizzata da un semiasse maggiore pari a 3,2280051 au e da un'eccentricità di 0,1710103, inclinata di 1,56849° rispetto all'eclittica.
L'asteroide è dedicato allo scrittore russo Nikolaj Semënovič Leskov.